# Rodrigo Teixeira (giocatore di calcio a 5)
Rodrigo Leite Teixeira (Canoas, 24 settembre 1979) è un ex giocatore di calcio a 5 brasiliano.

## Carriera

### Gli inizi
Laterale offensivo mancino che all'occorrenza può essere schierato come pivot, inizia a giocare a calcio a 5 ad appena 7 anni, dapprima nella Escola Perpétuo Socorro per poi passare all'UCDB (Universidade Católica Dom Bosco), nel 1997 alla SEI (Sociedade Esportiva Independente), con cui esordisce in prima squadra, e infine al Foz Futsal.

### In Italia
Nel 2003 si trasferisce all'Augusta ma nonostante il rapido ambientamento assicurato dalla presenza di otto brasiliani in rosa, Teixeira fatica a esprimersi per l'ostracismo del tecnico Vaz che lo utilizza raramente: nella prima stagione raccoglie appena 11 presenze. Il cambio di allenatore riporta la fiducia nei propri mezzi al giocatore che rimane in Sicilia per le due stagioni successive. Nel 2006 viene acquistato dalla Luparense con cui vince immediatamente lo scudetto recitando tuttavia il ruolo di comprimario. In cerca della definitiva affermazione si trasferisce quindi all'ambizioso Modugno in Serie A2 dove rimarrà per tre anni, vincendo la classifica dei marcatori nella prima stagione. Nel 2010-11 passa al Real Rieti a cui si lega con un accordo triennale. Contribuisce alla conquista della promozione dei sabini siglando 32 reti nella stagione regolare, accompagnate dalle 6 nei play-off e le 2 in Coppa Italia che insieme gli valsero il soprannome di Mister 40. L'impossibilità di assecondare il sostanzioso adeguamento di contratto richiesto dal giocatore, spinge la società a cederlo alla Cogianco Genzano con cui vince il campionato di Serie A2 e la Coppa Italia di categoria. Confermato in rosa, nella prima metà della stagione successiva Teixeira gioca appena quattro partite senza mai andare a segno, trasferendosi alla New Team FVG nella finestra invernale di trasferimento. Con la formazione friulana nella stagione seguente vince sia il campionato sia il titolo capocannonieri della Serie A2. Nell'estate 2014 cambia ancora maglia accordandosi con la neonata Carlisport Cogianco in Serie A2.

## Palmarès

### Competizioni nazionali
- Campionato italiano: 1

Luparense: 2006-07
- Campionato di Serie A2: 2

Cogianco Genzano: 2011-12
New Team: 2013-14
- Coppa Italia di Serie A2: 1

Cogianco Genzano:  2011-12

### Individuale
- Capocannoniere della Serie A2: 3

Modugno: 2007-08 (35 gol)
Real Rieti: 2010-11 (32 gol)
New Team: 2013-14 (33 gol)